# Колошма (река)
Колошма — река в Бабаевском районе Вологодской области России, правая составляющая Суды (бассейн Волги).
Вытекает из нижнего озера в системе Маткозёр на западе Пяжозерского сельского поселения (на границе с Ленинградской областью), течёт в основном на юго-восток и восток и в деревне Морозово Центрального сельского поселения сливается с Ножемой, образуя Суду. Длина реки составляет 68 км, площадь водосборного бассейна — 1050 км².

Бассейн Рыбинского водохранилища и Белого озера

На берегах Колошмы расположены населённые пункты Бараки Красные (нежилой), Колошма, Гашково, Аксентьевская, Верхний Конец, Аганино, Керчаково, Истомино, Новинка, Рагозино, Завод, Гринево, Мамоново, Пухтаево, Кондратово, Гора, Качалово, Калачево, Федьково, Шеино, Киино, Морозово.
В верхнем течении протекает озеро Нижнее. Крупнейшие притоки — Сарручей, Логозерка, Курба (правые), Попов ручей (левый).

## Данные водного реестра
По данным государственного водного реестра России относится к Верхневолжскому бассейновому округу, водохозяйственный участок реки — Суда от истока и до устья, речной подбассейн реки — Реки бассейна Рыбинского водохранилища. Речной бассейн реки — (Верхняя) Волга до Куйбышевского водохранилища (без бассейна Оки).
Код объекта в государственном водном реестре — 08010200212110000007395.